# Năng lượng Mặt Trời dựa trên không gian

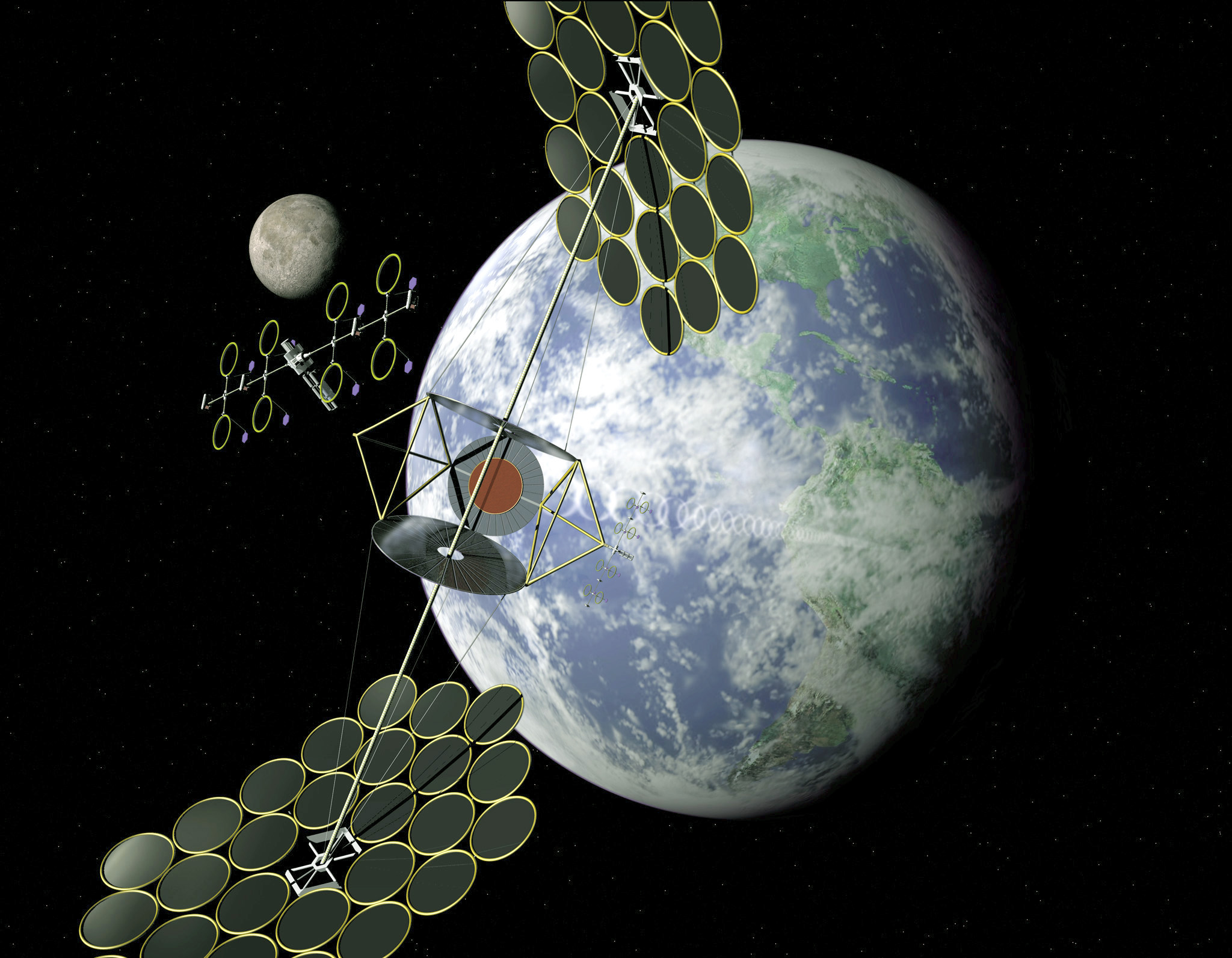
Khái niệm SPS đối xứng tích hợp của NASA.

Năng lượng Mặt Trời dựa trên không gian (tiếng Anh: space-based solar power, SBSP) là khái niệm thu thập năng lượng Mặt Trời ngoài vũ trụ và phân phối nó đến Trái Đất. Những lợi thế tiềm năng của việc thu thập năng lượng Mặt Trời trong không gian bao gồm tốc độ thu thập cao hơn và thời gian thu thập dài hơn do không có bầu không khí khuếch tán và khả năng đặt một bộ thu năng lượng Mặt Trời ở một vị trí trên quỹ đạo mà không có khái niệm ban đêm. Một phần đáng kể năng lượng Mặt Trời tới (55–60%) bị mất trên đường đi qua bầu khí quyển Trái Đất do ảnh hưởng của sự phản xạ và hấp thụ. SBSP được coi là một dạng năng lượng bền vững hoặc xanh, năng lượng tái tạo và đôi khi được xem xét trong số các đề xuất về kỹ thuật khí hậu. Nó rất hấp dẫn với những người tìm kiếm các giải pháp quy mô lớn để đối phó với thay đổi khí hậu do con người gây ra hoặc việc cạn kiệt nhiên liệu hóa thạch (như dầu ở mức cao điểm).
Các đề xuất SBSP khác nhau đã được nghiên cứu từ đầu những năm 1970, nhưng không có đề xuất nào về mặt kinh tế với cơ sở hạ tầng phóng không gian ngày nay. Một số nhà công nghệ suy đoán rằng điều này có thể thay đổi trong tương lai xa nếu một cơ sở công nghiệp ngoài thế giới được phát triển có thể sản xuất các vệ tinh năng lượng Mặt Trời từ các tiểu hành tinh hoặc vật liệu Mặt Trăng, hoặc nếu các công nghệ phóng không gian mới triệt để khác ngoài tên lửa sẽ xuất hiện trong tương lai.
Bên cạnh chi phí thực hiện một hệ thống như vậy, SBSP cũng có một số rào cản công nghệ, bao gồm cả vấn đề truyền năng lượng từ quỹ đạo tới bề mặt Trái Đất để sử dụng. Do các dây dẫn kéo dài từ bề mặt Trái Đất đến vệ tinh quay quanh là không thực tế và không khả thi với công nghệ hiện tại, các thiết kế SBSP thường bao gồm việc sử dụng một số cách truyền tải điện không dây với sự thiếu hiệu quả chuyển đổi đồng thời của nó, cũng như các vấn đề sử dụng đất đối với các trạm ăngten cần thiết để nhận năng lượng trên bề mặt Trái Đất. Vệ tinh thu thập sẽ chuyển đổi năng lượng Mặt Trời thành năng lượng điện trên tàu, cung cấp năng lượng cho một máy phát vi sóng hoặc bộ phát laser và truyền năng lượng này đến một bộ thu (hoặc vi sóng rectenna) trên bề mặt Trái Đất. Trái ngược với sự xuất hiện của SBSP trong các tiểu thuyết và trò chơi điện tử phổ biến, hầu hết các thiết kế đề xuất mật độ năng lượng chùm tia không gây hại nếu con người vô tình bị chiếu phải, chẳng hạn như khi chùm tia của vệ tinh truyền đi lạc hướng. Nhưng kích thước khổng lồ của các ăngten thu sẽ cần thiết vẫn sẽ yêu cầu phải mua và dành riêng các vùng đất lớn gần người dùng cuối cho mục đích này. Tuổi thọ của các thiết bị thu thập năng lượng trên không gian khi đối mặt với những thách thức từ việc tiếp xúc lâu dài với môi trường không gian cũng có thể trở thành mối lo ngại đối với SBSP.
SBSP đang được Nhật Bản, Trung Quốc, Nga, Ấn Độ, Vương quốc Anh và Hoa Kỳ tích cực theo đuổi.
Năm 2008, Nhật Bản đã thông qua Luật vũ trụ cơ bản (Basic Space Law), trong đó coi năng lượng Mặt Trời không gian như một mục tiêu quốc gia. JAXA có lộ trình tiến tới SBSP thương mại. Năm 2015, Học viện Công nghệ Vũ trụ Trung Quốc (CAST) đã trình bày lộ trình phát triển SBSP của họ tại Hội nghị Phát triển Vũ trụ Quốc tế.